# Гергевец
Гергевец (болг. Гергевец) — село в Болгарии. Находится в Сливенской области, входит в общину Сливен. Население составляет 780 человека.

## Политическая ситуация
В местном кметстве Гергевец, в состав которого входит Гергевец, должность кмета (старосты) исполняет Никола Кънев (АБВ).
Кмет (мэр) общины Сливен — Стефан Радев (ГЕРБ).